# Parma Heights
Parma Heights és una població dels Estats Units a l'estat d'Ohio. Segons el cens del 2000 tenia 21.659 habitants.

## Demografia
Segons el cens del 2000, Parma Heights tenia 21.659 habitants, 9.823 habitatges, i 5.825 famílies. La densitat de població era de 1.991,1 habitants/km².
Dels 9.823 habitatges en un 22,6% hi vivien nens de menys de 18 anys, en un 46% hi vivien parelles casades, en un 9,9% dones solteres, i en un 40,7% no eren unitats familiars. En el 36,5% dels habitatges hi vivien persones soles el 20,2% de les quals corresponia a persones de 65 anys o més que vivien soles. El nombre mitjà de persones vivint en cada habitatge era de 2,18 i el nombre mitjà de persones que vivien en cada família era de 2,86.
Per edats la població es repartia de la següent manera: un 19,1% tenia menys de 18 anys, un 7,2% entre 18 i 24, un 27,5% entre 25 i 44, un 21,1% de 45 a 60 i un 25,1% 65 anys o més.
L'edat mediana era de 42 anys. Per cada 100 dones de 18 o més anys hi havia 81,9 homes.
La renda mediana per habitatge era de 36.985 $ i la renda mediana per família de 48.641 $. Els homes tenien una renda mediana de 39.034 $ mentre que les dones 27.564 $. La renda per capita de la població era de 20.522 $. Aproximadament el 5,4% de les famílies i el 7,6% de la població estaven per davall del llindar de pobresa.

## Poblacions més properes
El següent diagrama mostra les poblacions més properes.